# Воробьёв, Борис Евдокимович
 Борис Евдокимович Воробьёв (1887—1942) — советский учёный-электромеханик, кандидат технических наук, профессор. Ректор Ленинградского политехнического института (1922—1925), в апреле-мае 1942 года — директор института.

## Биография
Родился в семье инспектора «Русского страхового общества», выходца из крестьян. С детских лет работал сначала посыльным в посудной лавке, затем конторщиком. В 1905 году окончил Московскую гимназию с золотой медалью. По конкурсу аттестатов зачислен на электромеханическое отделение Санкт-Петербургского политехнического института, который окончил в 1913 году. Оставлен в институте для научно-преподавательской работы. Прошел путь от младшего лаборанта до проректора вуза (1919 год).
13.08.1919 г. в первый раз арестован чекистами по подозрению в участии в контрреволюционной организации. Через месяц освобождён без последствий.
С февраля 1920 года — заведующий электростанцией, тогда же избран профессором по кафедре электротехники. С ноября 1920 по январь 1921 годов — декан электромеханического факультета. 27.05.1921 года второй раз арестован в числе бывших членов кадетской партии. Освобожден только после личного вмешательства В. И. Ленина. В марте 1922 года избран проректором по учебным делам, а через месяц — ректором Петроградского политехнического института, проработав в этой должности три с половиной года.
Борис Евдокимович Воробьёв стал первым выпускником Санкт-Петербургского политехнического института, ставшим его ректором.
Одновременно Б. Е. Воробьев преподавал в Военно-электротехнической, Военно-инженерной академиях, Университете, Промакадемии и других вузах.
С 1926 года работал по совместительству заместителем начальника эксплуатации, а позднее исполняющим обязанности начальника эксплуатации и заместителя управляющего Ленэнерго (в 1926—1932 годах компания носила название трест «Электроток»), был заместителем редактора журнала «Известия Электротока». С 1930 года последовательно заведовал кафедрами тепловых электростанций, электроэнергетики и распределительных устройств и электрических станций. В 1937 году присвоена ученая степень кандидата технических наук без защиты диссертации. Трижды Ученый совет ЛПИ направлял в ВАК документа на присвоение Б. Е. Воробьеву звания доктора технических наук и трижды получал отказ.
В январе 1941 года он назначен деканом электромеханического факультета. В этой должности Борис Евдокимович проработал блокадную зиму 1941—1942 года. В феврале 1942 года из Москвы пришло распоряжение о эвакуации ЛПИ в Тбилиси (с двухнедельной остановкой в Пятигорске). Ответственным за эвакуацию был назначен профессор Воробьев, утвержденный в должности заместителя директора института. Ему удалось организовать отправку по «Дороге жизни» более полутора тысяч студентов, преподавателей, сотрудников института с членами семей, необходимого учебного и научного оборудования на Большую землю. 5 апреля 1942 года, когда эшелон с первой партией политехников прибыл в Пятигорск, Борис Евдокимович Воробьев был во второй раз назначен директором института.
25 мая 1942 года «за распространение панических слухов, принадлежность к антисоветской организации и пособничество немецким захватчикам» Б. Е. Воробьёв был арестован.
По официальной версии Борис Евдокимович Воробьев умер при этапировании в глубь страны 18.08.1942 года от «декомпенсированного порока сердца». Однако по утверждению политехников, выживших в оккупации, он был расстрелян в течение нескольких дней после ареста.
В 1956 году был полностью реабилитирован.